# Клада (Шкофліца)
Клада (словен. Klada) — поселення в общині Шкофліца, Осреднєсловенський регіон, Словенія. 
Висота над рівнем моря: 484,4 м.